# Taarikõnnu raba
Taarikõnnu raba är en mosse i sydvästra Estland. Den ligger i landskapet Pärnumaa vid gräsen till Raplamaa, 80 km söder om huvudstaden Tallinn. Mossen är naturreservat och ligger vid byn Kõnnu, mellan vattendragen Ura jõgi och Sauga jõgi.